# 至酷千禧年黎明大馬演唱會
至酷千禧年黎明大馬演唱會是香港歌手黎明的個人演唱會，演唱會於2000年3月4日在馬來西亞吉隆坡的亞通體育館舉行，是馬來西亞當年有史以來製作最龐大的演唱會。

## 背景
1999年，黎明在香港體育館舉行《Go Ahead Leon Live 99》，他表示該演唱會十分成功，因此把該演唱會的情節移師到在馬來西亞舉行的《至酷千禧年黎明大馬演唱會》。

## 製作概念
《至酷千禧年黎明大馬演唱會》是黎明在2000年的首個巡迴演唱會，演唱會的製作和形式跟1999年在香港舉行的《Go Ahead Leon Live 99》演唱會相同，在歌曲編排方面則有少許變動，當中快歌佔85%，以迎合當地觀眾的喜好。演唱地點位於吉隆坡的亞通體育館（英語：Putra Indoor Stadium），該場館原本可容納約一萬五千名觀眾，主辦單位在舞台前增設一個可容納約二千名企位觀眾的搖滾區（跳舞區），增加了場館的可容納人數，舞台上設有約一百呎長的大型銀幕，演唱會的物資器材以十個貨櫃裝載，包括價值約港幣五百萬元的音響器材，由香港運到馬來西亞，製作及宣傳費約八百萬元馬幣（約港幣一千六百萬元），黎明及其工作人員團隊的住宿費用由藝人陳儀馨及商人楊肅斌全數贊助。演唱會不設握手時間，約三十名保安人員負責在舞台前把守，演唱會舉行期間嚴禁觀眾拍照及錄影。演唱會門票於2000年2月13日公開發售，售價分別為馬幣60元、90元、150元、190元，當中190元門票可選擇座位或搖滾區企位。

## 反響
2000年2月13日，黎明由香港出發往馬來西亞出席演唱會的門票首賣會，吸引了百多人在香港機場守候，向黎明送上紅包及祝福，當地的主辦單位安排兩頭醒獅在門票首賣會中助興，約有一千人在場觀看，黎明於2000年2月14日返回香港，約有數十人在機場迎接並送上禮物。有觀眾在演唱會當天提早到達場館排隊等候，現場觀眾來自馬來西亞、韓國、日本、新加坡、香港等國家及地區，有人因盜錄演唱會過程而被即時充公有關的錄影帶，也有部份在跳舞區的觀眾暈倒。傳媒報導指演唱會門票銷售情況理想，不少香港觀眾組團往大馬捧場，而演唱會的製作費則創下了馬來西亞當年的最高紀錄，黎明表示自己已經有一年多沒有踏足當地，他不清楚製作費的實際金額，認為得益最大的是當地觀眾，並對演唱會的製作感到滿意。